# Рывкин, Александр Михайлович
Алекса́ндр Миха́йлович Ры́вкин (12 марта 1893, Екатеринослав — 17 февраля 1951) — советский альтист и музыкальный педагог.
Окончил Петроградскую консерваторию (1917) по классу скрипки у Э. Э. Крюгера. В 1919 году был одним из основателей Квартета имени Глазунова, в котором играл на альте больше двух десятилетий. С 1931 года преподавал в Ленинградской консерватории (в альма-матер), возглавлял класс струнного квартета.
16 мая 1924 в Ленинграде впервые исполнил Увертюру на еврейские темы С. С. Прокофьева в составе Квартета имени Глазунова с участием П. П. Вантробы (кларнет) и А. Д. Каменского (фортепиано).
Заслуженный артист РСФСР (1940).